# Sim Gokkes
Sim Gokkes est un compositeur néerlandais, né le 5 février 1897 et mort en 1943 à Auschwitz.

## Biographie
Sim Gokkes est connu comme innovateur de la musique de synagogue. Enfant, il a pris ses premières leçons de chant auprès de Ben Geysel, un chanteur d'opéra qui dirigeait alors le Théâtre Rembrandt d'Amsterdam. Il fut aussi l'élève de Victor Schlesinger, cantor de la synagogue Rapenburg Synagogue à Amsterdam.
En 1912 Gokkes a écrit ses premières compositions : 'Ngolinu Leshabiag' et 'Yigdal'. Puis il étudia le piano et termina ses études en 1919.
Il travailla ensuite comme assistant au directeur de l'Opéra des Pays-Bas et en 1921 fonda l'"École de chœur d'Amsterdam".
En 1925, il a dirigé le chœur de plusieurs opéras pour la plupart oubliés : Il matrimonie Segreto de Cimarosa, Les deux journées de Cherubini et Le Voyage en Chine de Basin. La même année, il connut un grand succès avec son Psalm 130, choisi par le jury du concours international de chant 'Polyhymnia' à Haarlem.
Pendant quatre ans Gokkes a dirigé le chœur "Santo Serviçio" de la synagogue portugaise d'Amsterdam. Il a composé une Suite pour petit orchestre sur le chant juif "Inter dem Kinden Wiegele", 'Kinah' pour quintette à vent et solistes sur des textes basées sur les Lamentations du prophète Jérémie (chapitre 1), un oratorio pour grand orchestre, chœur et soliste "Caïn" pour chœur d'hommes ainsi que plusieurs autres œuvres. Le livre Shir Kadesh contient ses compositions pour le service à la synagogue.
En 1923 Gokkes a épousé Rebecca Winnik, pianiste. Ils ont eu deux enfants : David et Rachel. Sim Gokkes a été tué à Auschwitz avec toute sa famille le 5 février 1943. Seulement quelques-unes de ses œuvres sont conservées dans la collection de l'Institut de musique des Pays-Bas.

## Œuvres conservées à l'Institut de musique des Pays-Bas à La Haye
- Le pèlerin de Jérusalem, Amsterdam mai 1928 texte d'Jacob Israël de Haan pour voix et piano
- Kaddisch, Amsterdam juin 1928 pour voix et piano
- C’en est fait, juin 1928 texte d'Ernest Bussy pour voix et piano
- Kermesse d’été, Amsterdam mai 1928 texte de Willem de Mérode pour voix et piano
- Duiven, Amsterdam mai 1928 texte de François Pauwels
- La lune blanche luit dans les bois, Amsterdam juin 1928 texte de Paul Verlaine, pour voix et piano
- Trois Lieder hébreux, Amsterdam 1926 texte de Jehuda-ben Samuel Hallevi pour voix et piano
- Kaddisch, Amsterdam juin 1928 pour voix et piano
- Sonatine, juin 1939 piano
- Kinah, Amsterdam avril 1928 Lamentations du prophète Jérémie chapitre I versets 1-8 pour voix solistes, quintette à vent et piano.